# Zehnkampf-Länderkampf der Männer 1974 Rumänien – BR Deutschland
| 2. Leichtathletik-Länderkampf mit bundesdeutscher Beteiligung 1974 | 2. Leichtathletik-Länderkampf mit bundesdeutscher Beteiligung 1974 |
| ------------------------------------------------------------------ | ------------------------------------------------------------------ |
|                                                                    |                                                                    |
| Zehnkampf-Vergleich der Männer: Rumänien – BR Deutschland          |                                                                    |
| Austragungsort                                                     | Bukarest                                                           |
| Wettbewerbe                                                        | 1                                                                  |
| Datum                                                              | 11./12. Mai                                                        |
| 1. ROU 2. FRG                                                      | 36.835 Punkte 36.664 Punkte                                        |
| Chronik                                                            |                                                                    |
| ← FRG-HUN Springer/Werfer (F)                                      | FRG-GBR Geher (M)→                                                 |

Im zweiten Vergleich des Länderkampfjahres 1974 trafen die bundesdeutschen Zehnkämpfer zum dritten Mal in einem Zwei-Nationen-Vergleich auf Rumänien. Das erste Aufeinandertreffen vier Jahre zuvor und auch die zweite Begegnung im Vorjahr hatte die Bundesrepublik gewonnen. Darüber hinaus hatte es zwei Vergleiche zwischen den beiden Ländern gegeben, in denen Polen als dritter Teilnehmer dazugekommen war. In diesen beiden Wettkämpfen hatte das bundesdeutsche einmal gesiegt und 1972 mit einer B-Mannschaft den dritten Platz belegt. Die diesjährige Begegnung fand am 11./12. Mai in der rumänischen Hauptstadt Bukarest statt.

## Wettbewerbe und Modus
Jede Nation konnte diesmal sechs Zehnkämpfer stellen, von denen die fünf Besten durch Addition ihrer Punkte gewertet wurden. Beim letzten Mal waren es vier Athleten gewesen, von denen die drei Besten in die Wertung gekommen waren.

## Ergebnis
Rumänische Sportler belegten die ersten drei Plätze und auch in der Summe der Punkte für die Gesamtwertung lag Rumänien am Ende mit 36.835 zu 36.664 Punkten knapp vorn.

## Resultat
| Platz | Name               | Nation | Punkte | 100 m  | Weit- sprung | Kugel- stoßen | Hoch- sprung | 400 m  | 110 m Hürden | Diskus- wurf | Stabhoch- sprung | Speer- wurf | 1500 m     |
| ----- | ------------------ | ------ | ------ | ------ | ------------ | ------------- | ------------ | ------ | ------------ | ------------ | ---------------- | ----------- | ---------- |
| 01    | Vasile Bogdan      | ROU    | 7842   | 10,7 s | 7,09 m       | 14,03 m       | 1,89 m       | 50,4 s | 14,6 s       | 39,82 m      | 4,80 m           | 51,26 m     | 4:25,8 min |
| 02    | Nihai Nicolao      | ROU    | 7546   | 11,0 s | 6,80 m       | 13,17 m       | 1,86 m       | 51,7 s | 14,9 s       | 40,46 m      | 4,50 m           | 62,80 m     | 4:37,4 min |
| 03    | Radu Gavrilaș      | ROU    | 7434   | 10,8 s | 6,67 m       | 14,00 m       | 1,83 m       | 51,3 s | 14,7 s       | 41,72 m      | 3,90 m           | 59,80 m     | 4:49,0 min |
| 04    | Helmut Kammermeier | FRG    | 7397   | 11,0 s | 6,87 m       | 13,52 m       | 1,82 m       | 51,4 s | 15,1 s       | 38,02 m      | 4,30 m           | 56,54 m     | 4:38,3 min |
| 05    | Claus Marek        | FRG    | 7340   | 10,6 s | 6,97 m       | 12,04 m       | 1,89 m       | 49,0 s | 15,1 s       | 37,04 m      | 3,40 m           | 52,72 m     | 4:24,0 min |
| 06    | Günter Hoffmann    | FRG    | 7326   | 10,8 s | 6,80 m       | 12,49 m       | 1,89 m       | 51,1 s | 14,7 s       | 37,84 m      | 4,20 m           | 58,16 m     | 4:57,0 min |
| 07    | Detlef Schumacher  | FRG    | 7316   | 10,9 s | 6,65 m       | 14,43 m       | 1,80 m       | 50,5 s | 15,0 s       | 41,64 m      | 4,10 m           | 44,60 m     | 4:33,0 min |
| 08    | Dieter Leyckes     | FRG    | 7285   | 11,0 s | 6,80 m       | 14,32 m       | 1,95 m       | 51,3 s | 16,8 s       | 41,22 m      | 4,00 m           | 51,66 m     | 4:36,4 min |
| 09    | Werner Eikmeier    | FRG    | 7156   | 10,8 s | 6,45 m       | 11,90 m       | 1,83 m       | 53,3 s | 14,4 s       | 36,58 m      | 4,30 m           | 52,62 m     | 4:32,0 min |
| 10    | Gheorghe Lixandru  | ROU    | 7082   | 10,8 s | 6,14 m       | 15,01 m       | 1,80 m       | 51,5 s | 15,3 s       | 42,62 m      | 3,90 m           | 46,96 m     | 4:50,6 min |
| 11    | Bara Gabor         | ROU    | 6931   | 10,8 s | 6,63 m       | 11,88 m       | 1,75 m       | 51,5 s | 15,5 s       | 37,84 m      | 3,60 m           | 54,76 m     | 4:38,0 min |
| 12    | Sorin Boană        | ROU    | 6635   | 10,7 s | 6,91 m       | 11,65 m       | 1,89 m       | 50,8 s | 16,1 s       | 32,80 m      | 3,50 m           | 46,48 m     | 5:02,2 min |